# لكزس آر إكس
لكزس آر إكس (بالإنجليزية: Lexus RX)‏ هي إحدى طرازات السيارات التي تنتجها لكزس.
تم تزويد طراز آر إكس بالدفع الرباعي أو بالجر الأمامي كما تعددت سعات محركها (V6) وظهرت طراز الهجين وطرازاتها هي آر إكس 300، آر إكس 330، آر إكس 350، آر إكس 400إتش وآر إكس 450إتش، وآر إكس هايبرد. للسيارة ثلاث أجيال حتى الآن ونجحت بالولايات المتحدة نجاحاً كبيراً. وتجمع السيارة بين مميزات السيارة متعددة المهام والفخامة أثناء القيادة. تم بيع الجيلين الأول والثاني تحت اسم تويوتا هارير باليابان حتى عام 2008م.